# Dorcatoma
Dorcatoma là một chi bọ cánh cứng thuộc họ Ptinidae.

## Hình ảnh

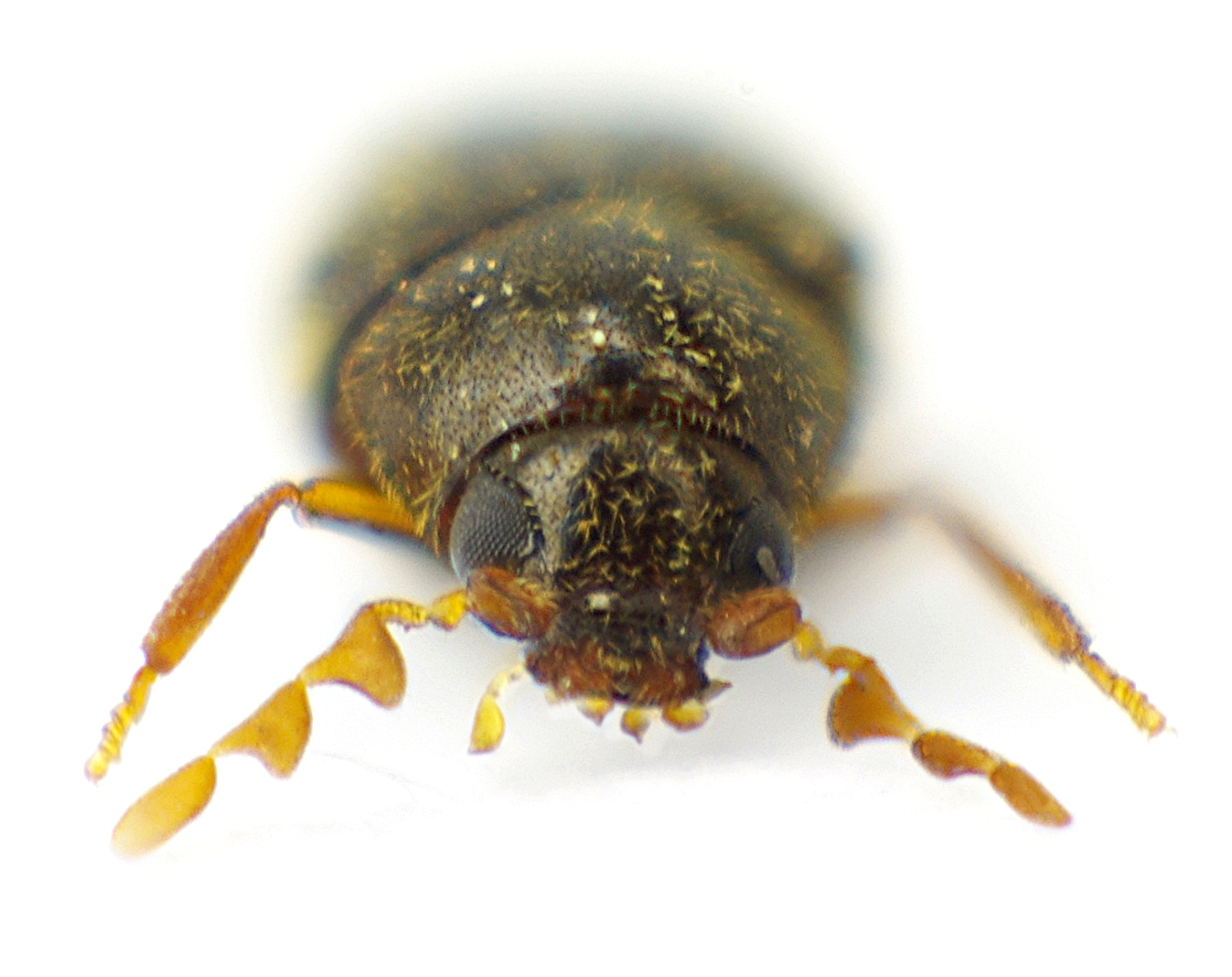